# Tarentola bischoffi
Tarentola bischoffi Joger, 1984 è un piccolo sauro della famiglia Phyllodactylidae, endemico dell'arcipelago delle Isole Selvagge.

## Descrizione
Molto simile alla tarantola di Gran Canaria, della quale era considerata una sottospecie, si distingue da quest'ultima per le dimensioni ridotte, il minor numero di lamelle sotto le dita, protuberanze sulle squame dorsali e interorbitali ed il numero di strisce trasversali sulla schiena: cinque invece di sei.

## Biologia

### Comportamento
È una specie notturna.

### Alimentazione
Si ciba probabilmente di artropodi.

## Distribuzione e habitat
L'areale della specie è limitato all'arcipelago delle Isole Selvagge.
Predilige le zone rocciose e costiere, trovando rifugio nei nidi degli uccelli marini.

## Tassonomia
Considerata inizialmente una sottospecie della tarantola di Gran Canaria, venne poi riclassificata come una specie a sé. La IUCN Red List non riconosce la specie, continuando a considerarla una sottospecie di T. boettgeri.